# 王寅 (鄞縣)
王寅（？—？），字仲房，一字亮卿，號十岳山人，南直隸徽州府歙縣人，明朝詩人。

## 生平
少年俶儻自負，問詩於李夢陽而不遇，聞少林扁囤和尚習兵杖最精，往少林學其術，十得五六，歸而盡破其產，辭家遠遊，南歷海隅，北走沙漠，周遊吳、楚、閩、越名山，求異人，家益貧。海上用兵，在浙直總督胡宗憲府中作客，多所匡正，胡宗憲不能盡用。中年習禪，師事古峰和尚，古峰曰：“吾遍遊海內五岳者三，今將遍歷海外五岳，而後出世。”王寅因而自號十岳山人。與沈明臣、徐渭友好，為“黃山十六子”之一。

## 著作
著有《十岳山人詩集》，輯有《新都秀運集》。